# Liste der Eichstätter Domprediger

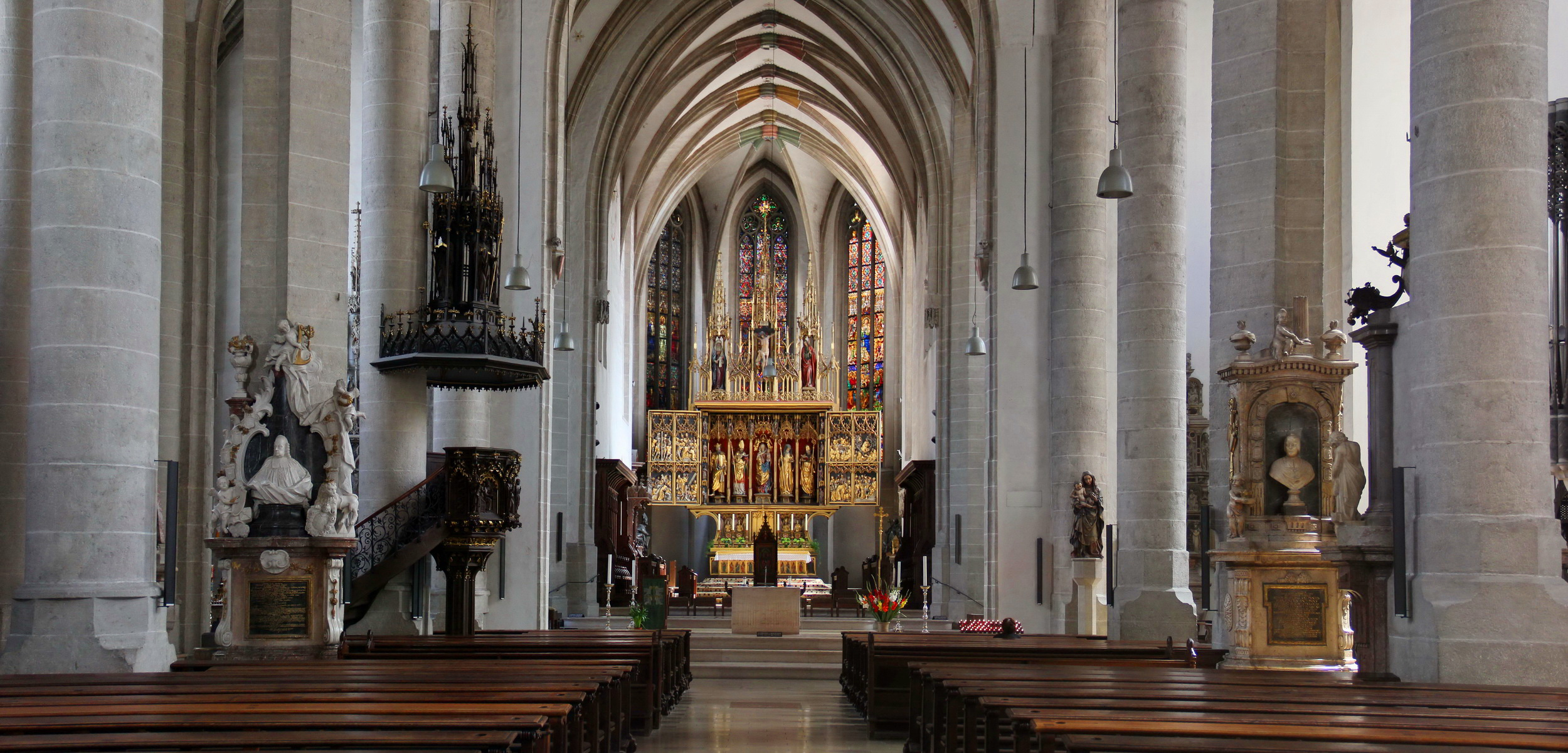
Das Innere des Domes zu Eichstätt mit der Domkanzel

Die Stelle eines Dompredigers am Eichstätter Dom wurde 1531 gestiftet.
Seitdem waren als Domprediger tätig:
| Name                      | von                          | bis                                                        |  |
| ------------------------- | ---------------------------- | ---------------------------------------------------------- |  |
| Ulrich Pfeffel            | 1475                         | 1490                                                       |  |
|                           |                              |                                                            |  |
| Paul Phrygio              | ?                            | 1519                                                       |  |
|                           |                              |                                                            |  |
| Lorenz Hochwart           | 1532                         | 1534                                                       |  |
|                           |                              |                                                            |  |
| Leonhard Haller           | 1544                         | ? († 1570)                                                 |  |
|                           |                              |                                                            |  |
| Rudolf Clenck(e)          | 1564                         | ? (1570 Professor in Ingolstadt)                           |  |
|                           |                              |                                                            |  |
| Johann Ertlin (Oertlein)  | um 1570 (Priesterweihe 1568) | ? (1576 Pfarrer in Forchheim, 1580 Weihbischof in Bamberg) |  |
|                           |                              |                                                            |  |
| Joachim Megglin SJ        | 1. Hälfte des 17. Jh.        |                                                            |  |
|                           |                              |                                                            |  |
| Franz Leopold von Leonrod | 1856                         | 1858                                                       |  |
|                           |                              |                                                            |  |
| Josef Kürzinger           | 1928                         | 1930                                                       |  |
| Josef Gmelch              | ? (* 1881)                   | ? († 1945)                                                 |  |
| Johannes Hirschberger     | 1933                         | 1940                                                       |  |
| Rudolf Graber             | 1939                         | ?                                                          |  |
| Andreas Karch             | 1940er-Jahre                 | 1953?                                                      |  |
| Ewald Fröhlich            | 1953                         | 1968                                                       |  |